# Historia de Portugal (1668-1777)

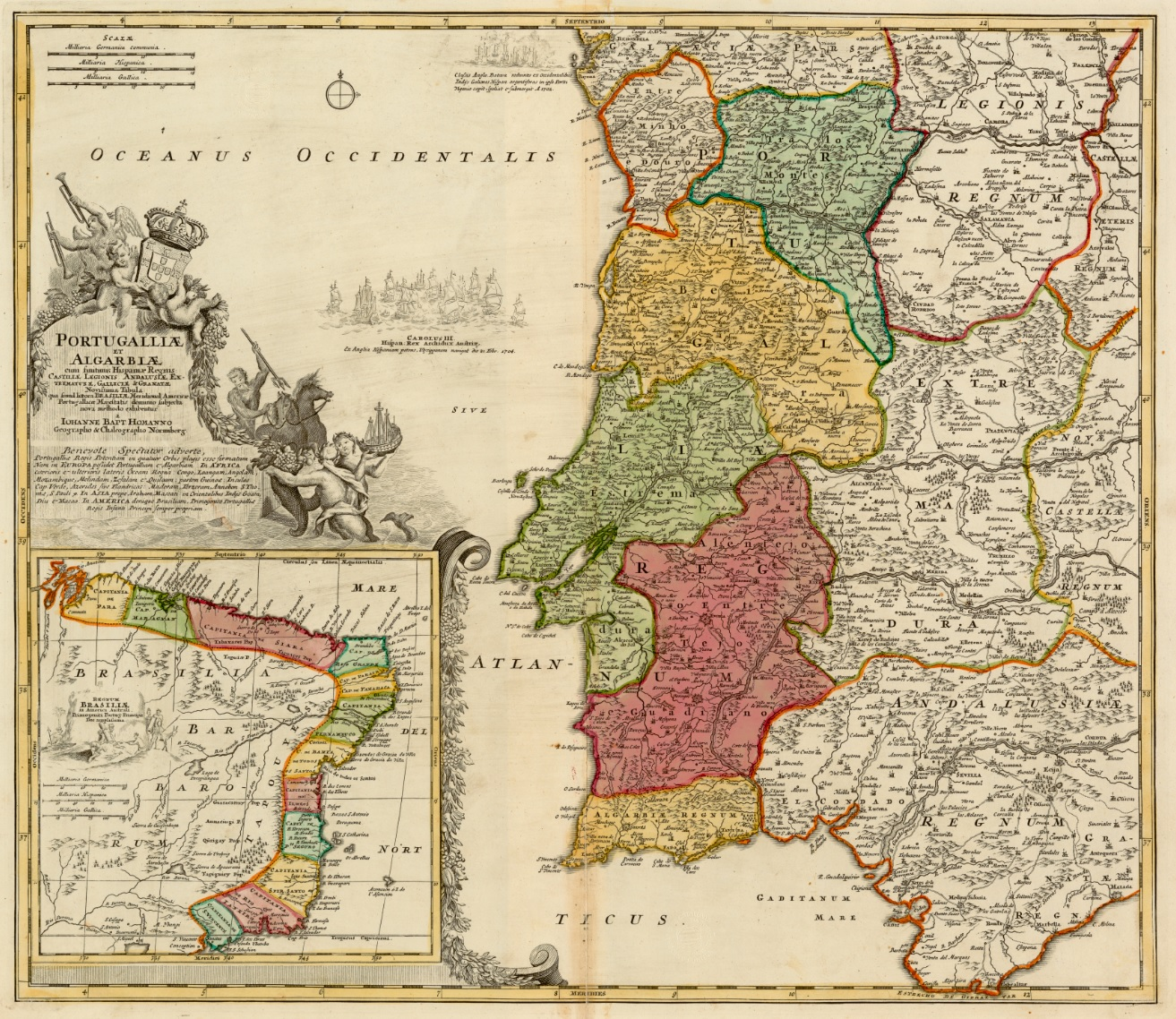
Mapa de 1710 que muestra las divisiones administrativas internas de los reinos de Portugal, Algarve y Brasil, dependientes de la monarquía portuguesa

Durante el reinado de Pedro II, la economía del país se reorganiza con fines mercantilistas y se firma un nuevo tratado comercial con Inglaterra en 1668. Según ese tratado, los productos ingleses tendrán preferencia en las aduanas en Portugal, lo mismo que el vino portugués en Inglaterra. En el Tratado de Methuen de 1703, se le permitió a Inglaterra introducir textiles y manufacturas sin pagar impuestos de aduanas y Portugal correspondería con el oro y los diamantes de Brasil. Ese tratado, que estuvo en vigor hasta 1842, dio lugar a que Portugal dependiese económicamente de Inglaterra, y que el país se inundara de mercancías británicas, sin que el país iniciara su industrialización.
En 1669, las Cortes se reunieron por última vez. Los siguientes reyes, de corte absolutista, no las volvieron a convocar hasta después de la Revolución liberal de 1820.
Portugal se unió a la causa inglesa y austriaca sobre la sucesión al trono español en 1703.
En 1706 Juan V asciende al trono, en el que se mantendría hasta 1750, siendo el primer monarca absolutista. Las Cortes no se convocaban desde 1669. Se dice que Juan V seguía el modelo de Estado que había impuesto Luis XIV en Francia. Como en ese país, la nobleza ya no se encargaba de la jurisdicción de su territorio, sino que pasaba a vivir en la corte bajo las órdenes del Rey. De esta forma, creó una gran corte que instalaría en el Palacio de Mafra.

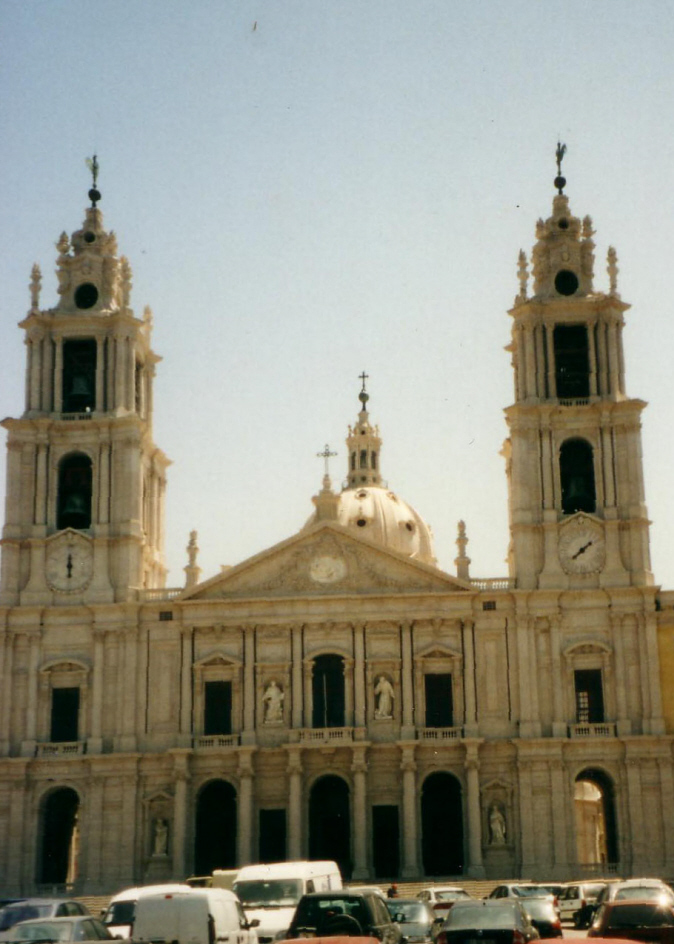
Palacio de Mafra.

La biblioteca de la Universidad de Coímbra, el Acueducto de las Aguas Libres de Lisboa y otras obras arquitectónicas fueron sufragadas con el oro brasileño. Durante su reinado, llegó a su fin la guerra de sucesión española. El rey luso envió un ejército para hacerse con Madrid, pero las tropas españolas y francesas les vencieron en la Batalla de Almansa de 1707. Ese mismo año, el francés René Duguay-Trouin atacó Río de Janeiro. En 1713 Francia y Portugal firmaron la paz, y dos años más tarde la firmarían España y Portugal.
Juan V participó del lado del Papa en la guerra contra los turcos de 1717, aunque luego tomaría medidas en contra del control de la Santa Sede sobre la iglesia lusa, intentando ejercer una mayor influencia sobre ella. Sólo cuando el Papa dispuso que todos los obispos portuguees se convirtieran en Cardenales y el Rey de Portugal obtuviera el título de Rey Fidelísimo, se logró un consenso entre Portugal y la Santa Sede. Bajo el reinado de este rey tuvo lugar la Segunda Edad de Oro de Portugal, lo que se puede constatar en las grandes obras arquitectónicas que aún se pueden observar.

## José I
José I reinó desde 1750 hasta 1777. Estaba más interesado por las obras y por la ópera que por la administración del reino. Criticó las reformas emprendidas por su padre y su apoyo a la Inquisición. Cuando ascendió al trono, nombró miembros de su Consejo a nobles que se habían enfrentado abiertamente a su padre, entre los que se encontraba Sebastião José de Carvalho e Melo el primer marqués de Pombal.

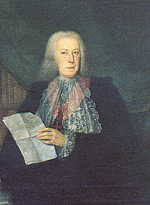
El marqués de Pombal.

En 1755 tiene lugar el terremoto de Lisboa que destruye casi toda la capital. El marqués de Pombal organizó la reconstrucción de Lisboa. Debido a las intensas reformas que había realizado, al marqués de Pombal es elegido primer ministro y terminará ejerciendo las labores de regente del Reino. Al contrario del clericalismo previo, el marqués fortaleció el sistema absolutista e iinició reformas en la administración. La iglesia se opuso enseguida a estas políticas del marqués. Los jesuitas predicaban que el terremoto había sido un castigo de Dios por las reformas del marqués. Cuando en 1758 tiene lugar un atentado contra el monarca, Pombal entra el cólera. La educación se laicizó y varios opositores políticos, entre los que se encontraba el duque de Aveiro, fueron ejecutados. Un jesuita muy conocido en el país fue quemado en la hoguera. En 1759 se expulsa a los jesuitas de Portugal y Brasil. Pombal eliminó la esclavitud en Portugal (no en Brasil) en 1761. También eliminó las discriminaciones existentes con los descendientes de los judíos (marranos) y el Estado empezó a ejercer la censura al pasar la Inquisición a depender directamente del Estado. En la Universidad se crea una facultad de ciencias naturales, se establece un sistema de escuelas públicas y se libera a los amerindios de Brasil. El marqués quiso afianzar la presencia portuguesa en Brasil, para lo cual creó hermandades de comercio, entre la que se encontraba la Compañía de las Indias Occidentales. Tanto la agricultura como el comercio mejoraron en la época, y la economía del país creció bastante.
Aunque José I estaba casado con una princesa española, no estaba dispuesto a romper la Alianza con el Reino Unido para aliarse a España y Francia contra Inglaterra. Por ello, España entró en Portugal en 1762 y el rey tuvo que firmar la paz con el país vecino un año más tarde. Los últimos tres años del reinado fueron de regencia, ya que el rey estuvo muy enfermo.

## María I
José I no dejó ningún descendiente varón. Por eso, hubo cierta incertidumbre sobre quién debía heredar el trono, si su hija María o su hermano Pedro. El dilema se solucionó cuando José casó a su hija con su hermano. Juntos reinarían como María I y Pedro III.
La nueva reina era muy religiosa, por lo que la política anticlerical del marqués de Pombal no era de su agrado. Por ello, mientras reinó ella, el marqués de Pombal fue detenido y se le mantuvo en arresto domiciliario. María I eliminó todas las medidas anticlericales anteriores y adoptó sus propias medidas sobre política exterior y económica. Las infraestructuras del reino fueron renovadas y se firmó un nuevo Tratado Comercial con Inglaterra, en el que ambos países tenían el mismo peso. Además de esto, se firmó otro tratado comercial con Rusia con el objetivo de disminuir la dependencia del comercio con Inglaterra.
Tras la muerte de su marido, la reina enloqueció, por lo que en 1792 fue apartada del trono, ejerciendo la regencia su hijo, el que sería Juan VI de Portugal.